# Équipe du Vatican de football
 (septembre 2022).
Si vous disposez d'ouvrages ou d'articles de référence ou si vous connaissez des sites web de qualité traitant du thème abordé ici, merci de compléter l'article en donnant les références utiles à sa vérifiabilité et en les liant à la section « Notes et références ».
Cet article traite de l'équipe masculine. Pour l'équipe féminine, voir Équipe du Vatican féminine de football.
Maillots
L'équipe du Vatican de football est la sélection masculine du Vatican. Cette équipe n'est membre ni de la FIFA ni de l'UEFA, elle ne peut donc pas participer à la Coupe du monde de football.

## Histoire
L'équipe du Vatican dispute la plupart de ses matchs internationaux contre Saint-Marin ou  la principauté de Monaco. Si la première est membre de la FIFA, la seconde ne l'est pas et les citoyens monégasques sont éligibles à l'équipe de France de football.
En 2006, le Vatican a joué un match contre un club suisse, le SV Vollmond ; le Vatican l'a emporté 5-1.
En 2010, Giovanni Trapattoni devient, en alternance avec Saverio Di Pofi, le sélectionneur du Vatican en parallèle de sa fonction de sélectionneur de l'équipe d'Irlande.

## Joueurs
Les joueurs qui composent cette équipe proviennent de la garde suisse, ou sont des fonctionnaires (italiens pour la plupart) travaillant au Vatican.

## Matchs

### Matchs internationaux
| Date             | Adversaire                        | Score | Lieu                             | Référence |
| ---------------- | --------------------------------- | ----- | -------------------------------- | --------- |
| 22 novembre 1994 | Saint-Marin                       | 0 – 0 | Stadio Petriana, Rome            |           |
| 23 novembre 2002 | Monaco                            | 0 – 0 | Stade Pie XII, Albano Laziale    | [ 2 ]     |
| 2008             | Chine (équipe Olympique)          | 4 – 3 | Stadio Petriana, Rome            | ,         |
| 26 octobre 2010  | Palestine                         | 1 – 9 | Al-Khader stadium, Al-Khader     | [ 5 ]     |
| 7 mai 2011       | Monaco                            | 1 – 2 | Stade Pie XII, Albano Laziale    | [ 2 ]     |
| 22 juin 2013     | Monaco                            | 0 – 2 | Stade des Moneghetti, Beausoleil | [ 2 ]     |
| 10 mai 2014      | Monaco                            | 0 – 2 | Stadio Petriana, Rome            | [ 6 ]     |
| 29 avril 2017    | Monaco                            | 0 – 0 | Stadio Petriana, Rome            | [ 7 ]     |
| 23 mars 2019     | Équipe de Rhétie de football (en) | 2 – 2 | Stadio Petriana, Rome            | [ 8 ]     |

### Autres matchs
| Date            | Adversaire                                          | Score  | Lieu                           | Référence |
| --------------- | --------------------------------------------------- | ------ | ------------------------------ | --------- |
| 1985            | sélection journalistes autrichiens                  | 3 – 0  |                                | [ 9 ]     |
| 1985            | sélection de fonctionnaires de l'ONU                | 3 – 3  |                                | [ 9 ]     |
| 3 février 2006  | SV Vollmond                                         | 5 – 1  | Stadio Petriana, Rome          | [ 10 ]    |
| 18 juin 2007    | Nazionale Italiana Religiosi                        | 3 – 0  |                                |           |
| 23 octobre 2010 | Guardia di Finanza                                  | 0 – 1  |                                |           |
| 3 février 2011  | Stazione Carabinieri di Roma                        | 9 – 1  |                                |           |
| 10 août 2014    | Borussia Mönchengladbach (équipe d'anciens joueurs) | 1 – 8  | Mönchengladbach                | [ 11 ]    |
| 14 mai 2015     | Nazionale Sindaci Italiana                          | 5 – 3  |                                |           |
| 17 juin 2015    | Lutherstadt Wittenberg                              | 1 – 0  | Rome                           |           |
| 20 juin 2015    | FC Schaan Azzurri                                   | 2 – 2  | Rome                           |           |
| 12 mai 2016     | Associazione Italiana ArbitriSeregno                | 1 – 1  | Stadio Petriana, Rome          | [ 12 ]    |
| 13 août 2016    | Borussia Mönchengladbach (équipe d'anciens joueurs) | 4 – 21 | Mönchengladbach                | [ 13 ]    |
| 7 novembre 2016 | Fondation de l'hôpital San Matteo                   | 1 – 2  | Pavie                          | [ 14 ]    |
| 17 juin 2017    | Lutherstadt Wittenberg                              | 0 – 2  | Wittenberg, Allemagne          |           |
| 16 juin 2018    | FC Schaan Azzurri                                   | 1 – 8  | Schaan, Liechtenstein          |           |
| 30 mars 2019    | Atlético Pop United                                 | 2 – 2  |                                |           |
| 10 juin 2019    | Germans national team of Winemakers                 | 1 – 1  |                                |           |
| 15 juin 2021    | Rappresentativa OPBG                                | 2 – 3  | Centro Sportivo Ciriaci (Roma) |           |

## Équipes rencontrées
| Adversaire                                          | Joués | Victoires | Matchs nuls | Défaites | Buts pour | Buts contre |
| --------------------------------------------------- | ----- | --------- | ----------- | -------- | --------- | ----------- |
| Monaco                                              | 5     | 0         | 2           | 3        | 1         | 6           |
| Saint-Marin                                         | 1     | 0         | 1           | 0        | 0         | 0           |
| Lutherstadt Wittenberg                              | 2     | 1         | 0           | 1        | 1         | 2           |
| FC Schaan Azzurri                                   | 2     | 0         | 1           | 1        | 3         | 10          |
| Palestine                                           | 1     | 0         | 0           | 1        | 1         | 9           |
| SV Vollmond                                         | 1     | 1         | 0           | 0        | 5         | 1           |
| sélection journalistes autrichiens                  | 1     | 1         | 0           | 0        | 3         | 0           |
| sélection de fonctionnaires de l'ONU                | 1     | 0         | 1           | 0        | 3         | 3           |
| Borussia Mönchengladbach (équipe d'anciens joueurs) | 2     | 0         | 0           | 2        | 5         | 29          |
| Nazionale Italiana Religiosi                        | 1     | 1         | 0           | 0        | 3         | 0           |
| Guardia di Finanza                                  | 1     | 0         | 0           | 1        | 0         | 1           |
| Stazione Carabinieri di Roma                        | 1     | 1         | 0           | 0        | 9         | 1           |
| Fondation de l'hôpital San Matteo                   | 1     | 0         | 0           | 1        | 1         | 2           |
| Associazione Italiana ArbitriSeregno .              | 1     | 0         | 1           | 0        | 1         | 1           |
| Nazionale Sindaci Italiana                          | 1     | 1         | 0           | 0        | 5         | 3           |
| Rhétie                                              | 1     | 0         | 1           | 0        | 2         | 2           |
| Atlético Pop United                                 | 1     | 0         | 1           | 0        | 2         | 2           |
| Rappresentativa OPBG                                | 1     | 0         | 0           | 1        | 2         | 3           |
| Germans national team of Winemakers                 | 1     | 0         | 1           | 0        | 1         | 1           |
| Total                                               | 27    | 7         | 9           | 11       | 52        | 79          |

## Entraineurs

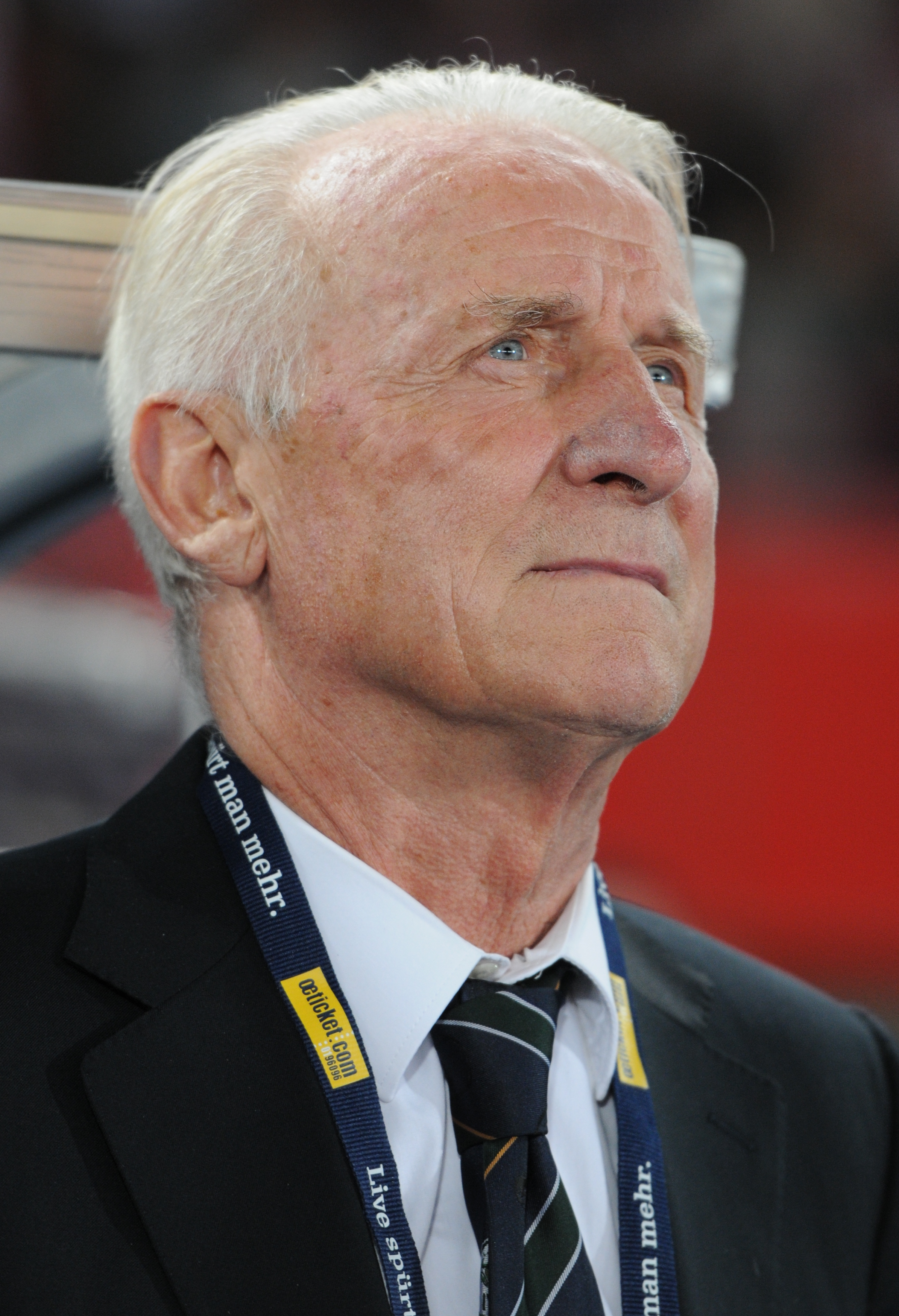
Giovanni Trapattoni, entraîneur de l'équipe nationale du Vatican en 2010.

- Saverio Di Pofi
- Giovanni Trapattoni
- Gianfranco Guadagnoli